# Luis Cruzado
Luis Cruzado Sánchez (6 de julho de 1941 – 14 de fevereiro de 2013) foi um futebolista peruano. Ele competiu na Copa do Mundo de 1970, sediada no México, na qual a seleção de seu país terminou na sétima colocação dentre os 16 participantes.